# Ulrich III van Karinthië
Ulrich III (?, rond 1220 - Cividale del Friuli, 27 oktober 1269) was een zoon van hertog Bernard van Karinthië en van Jutta, dochter van koning Ottokar I van Bohemen. Hij huwde een eerste keer in 1248 met Agnes van Andechs-Meranië, weduwe van hertog Frederik II van Oostenrijk, en een tweede keer in 1263 met Agnes van Baden (1250-1295), dochter van markgraaf Herman VI van Baden. Door zijn eerste huwelijk verkreeg het gezag in Krain. Uit zijn eerste huwelijk had hij twee kinderen, die jong stierven. In 1256 volgde hij zijn vader op als hertog van Karinthië. Ulrich III verstevigde de macht van de Spanheimer in Karinthië en de Krain. Hij bevorderde de oprichting van verschillende steden, zoals Sankt Veit in Karinthië en Laibach. Hij sloot met koning Ottokar II van Bohemen een erfregelingsverdrag, waardoor deze laatste in 1269 Karinthië en Krain kreeg.